# Domination
Ne doit pas être confondu avec Domination sexuelle.
Ne doit pas être confondu avec Dépendance.
 Pour sujétion, voir autres significations dans le Wiktionnaire.
 (mars 2013).
Si vous disposez d'ouvrages ou d'articles de référence ou si vous connaissez des sites web de qualité traitant du thème abordé ici, merci de compléter l'article en donnant les références utiles à sa vérifiabilité et en les liant à la section « Notes et références ».
 (juillet 2018).
La domination est un processus en sciences sociales qui engendre une situation dans laquelle une identité sociale (individu ou institution) est en position d'imposer son autorité. Ce déséquilibre structurel n'est pas systématiquement perçu comme étant inégalitaire, mais ce sont à ceux-ci que les sciences sociales se sont le plus intéressées. 

## Étymologie
Domination vient du latin dominus.
Dans son sens originel, le terme se réfère à la relation à l'autorité du maitre et la façon dont elle est exercée. Elle implique cependant toujours une asymétrie des positions sociales : Dieu est défini en théologie comme étant la formalisation de l'univers visible et invisible, tandis que les hommes se placent les uns par rapport aux autres dans une relation d'apprentissage. 
Il peut aussi s'agir d'une forme locutive pour souligner l'importance d'un élément  signifiant dans un environnement donné, comme dans l'expression « la montagne domine la plaine ».

## Époque moderne
Étienne de La Boétie (1530-1563) publie en 1576 le Discours de la servitude volontaire, qui met en cause la légitimité des gouvernants, nommés tyrans.
Montesquieu (1689-1755) écrit De l'esprit des lois, au temps de la monarchie absolue, livre dans lequel il prône notamment la Séparation des pouvoirs, principe (distinction des pouvoirs exécutif, législatif et judiciaire) de base de la république.

## Époque contemporaine
En sciences sociales, c'est principalement autour des travaux de Max Weber et de Karl Marx que la notion de domination a été débattue, au départ. 

### Conception weberienne
La définition que Max Weber (1864-1920) offre de la domination est :  « toute chance qu'a un individu de trouver des personnes déterminables prêtes à obéir à un ordre de contenu déterminé ».  Pour Weber, la domination permet, par exemple à l'État (institution sociale) de posséder les moyens légitimes de la violence et de la coercition (la police, le droit, etc.). Pour lui, la domination est toujours légitime, puisque l'activité sociale lui donne forme.
Il propose trois formes de domination : 
1. La domination traditionnelle, qui repose sur la croyance coutumière et quotidienne en la sainteté des traditions valables en tout temps et sur la croyance en la légitimité de ceux qui sont appelés à exercer la domination par ces moyens ;
2. La domination charismatique, qui repose sur la soumission au caractère exceptionnel, sacré, à la vertu héroïque ou à la valeur exemplaire de la personne qui exerce le pouvoir ;
3. La domination rationnelle-légale ou légale-rationnelle ou bureaucratique, qui repose sur la croyance en la légitimité des règles légales adoptées et du droit de donner des directives qu'ont ceux qui exercent la domination par ces moyens.

Ces formes de domination découlent d'une logique de rationalité limitée.
Max Weber considère la domination comprise comme étant légitime, puisque selon lui elle repose sur la contingence d'actions sociales, ce qui lui donne sa légitimité sociale : le voleur, en se cachant de la police, légitime la domination comme forme de justice.

### Conception marxienne
Chez Karl Marx (1818-1883), la domination est vue comme un rapport de force inégalitaire, asymétrique mais non injuste du point de vue du droit bourgeois, car l'extorsion de la plus-value se produit au sein d'un contrat de travail. 
Ce sont les différences et asymétries de classes, de la place dans les rapports de production, qui déterminent les inégalités sociales et politiques.

### Conception contemporaine
Si la domination est effectivement toujours légitimée, aux vues des actions sociales, elle ne se rapporte pas systématiquement à une  inégalité sociale.
D'autre part, le sociologue Pierre Bourdieu (1930-2002) a décrit et souligné les mécanismes de reproduction des rapports sociaux de domination.

## Acception économique
L'abus de position dominante est le comportement d'une entreprise profitant de sa position pour influencer la structure d'un marché. 
Pour François Perroux, la domination caractérise d'une manière générale le fait qu'une entité économique est capable de mobiliser à son profit des effets d'asymétrie qui lui permettent d'influencer de façon forte et durable d'autres entités ou acteurs économiques et d'en tirer bénéfice.